# گورستان نسار ۱
گورستان نسار ۱ مربوط به عصر آهن است و در شهرستان گیلانغرب، بخش مرکزی، دهستان دیره، جنوب قبرستان جدید روستای نسار واقع شده و این اثر در تاریخ ۲۶ اسفند ۱۳۸۷ با شمارهٔ ثبت ۲۵۴۰۱ به‌عنوان یکی از آثار ملی ایران به ثبت رسیده است.